# Cromarty Harbour

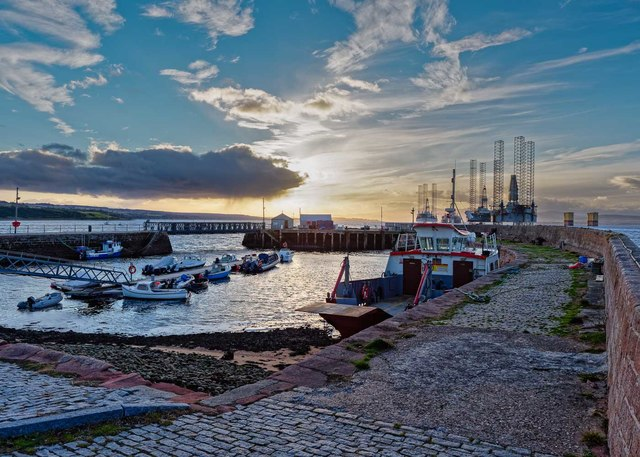
Cromarty Harbour

Der Cromarty Harbour ist der Hafen der schottischen Ortschaft Cromarty in der Council Area Highland. 1980 wurde das Bauwerk als Einzeldenkmal in die schottischen Denkmallisten zunächst in der Kategorie B aufgenommen. Die Hochstufung in die höchste Denkmalkategorie A erfolgte 2004.

## Geschichte
Bereits seit vielen Jahrhunderten war der Cromarty Firth für seine guten Ankerplätze bekannt. So versah Bischof Leslie den Fjord auf einer Karte des 16. Jahrhunderts mit der Anmerkung Portus Securus. Cromarty befindet sich an der rund 1,3 Kilometer weiten Einfahrt in den Cromarty Firth und ist daher ein bevorzugter Ort für einen Hafen. Bereits früh scheint ein geschützter Naturhafen Cromartys geregelt genutzt worden zu sein. Hierauf deutet ein Verweis auf die Hafenvorschriften von Cromarty aus dem Jahre 1592 hin, welches eher einen geregelten Hafenbetrieb als einen kleinen Naturhafen impliziert.
Im späten 18. Jahrhundert entwickelte sich Cromarty zu einem Standort der Hanffabrikation sowie der Heringsfischerei. Um den Aufschwung zu unterstützen, veranlasste der auf Cromarty House residierende George Ross 1781 den Bau des heutigen Cromarty Harbour. Die Kosten übernahmen Ross und die britische Regierung jeweils zu Teilen. Mit Planung und Bau wurde der bedeutende Ingenieur John Smeaton betraut. John Gwyn leitete die Arbeiten vor Ort. Der Bau von Kai und Nordpier waren 1783 abgeschlossen. Die ursprüngliche Planung sah eine Fortführung des Piers vor. Smeaton änderte jedoch den Plan und brach den Bau früher ab. Statt eines längeren Piers ließ er einen Wellenbrecher erbauen, welcher seiner Berechnung zufolge einen ausreichenden Schutz des Hafens vor Stürmen und Versandung bieten sollte.
Im nahegelegenen Invergordon wurde 1828 ein neuer Hafen errichtet, was die Bedeutung des Cromarty Harbours schwächte. Um dem zu begegnen, stellte das Parlament 800 £ zur Renovierung und Erweiterung des Cromarty Harbours zur Verfügung. Bis 1839 war der Südpier errichtet und der Wellenbrecher über eine Holzbrücke mit diesem verbunden, was die Bedienung von Dampfschiffen ermöglichte. Zu Zeiten des Ersten und Zweiten Weltkriegs wurde der Cromarty Firth als gesicherter Marinestützpunkt genutzt, was zur Ergänzung von Betonbefestigung am Cromarty Harbour führte. 1995 wurde die Holzbrücke zwischen Südpier und Wellenbrecher durch eine Stahlkonstruktion ersetzt.

## Beschreibung
Der Cromarty Harbour liegt an der geschütztem, da dem Cromarty Firth zugewandten, Nordwestseite der Landzunge auf der Cromarty sich erstreckt. Der rund 90 Meter lange und sechs Meter breite, nach Südosten geschwungene Nordpier wurde, typisch für Smeaton, aus roten, bossierten Sandsteinquadern aufgeschichtet. Er verfügt außerdem über einen Tunnel, der im Winter geöffnet wird, um die Ausspülung des Hafenbeckens zu unterstützen. Seeseitig verläuft eine Schutzmauer entlang des Piers, die mit einem kleinen Turm endet. Der Wellenbrecher verläuft annähernd parallel zum Kai und orthogonal zum Abschluss des Nordpiers. Der rund 61 Meter lange und neun Meter breite Südpier wurde am Ort einer älteren Slipanlage errichtet. Er ist über eine Stahlbrücke mit dem Wellenbrecher verbunden. Entlang des Kais verläuft eine rund 20 Meter lange Slipanlage. Insgesamt führen drei Treppen zum Wasser. In Hafennähe befindet sich das Cromarty Lighthouse.